# 多组态自洽场方法
多组态自洽场方法（Multi-configurational self-consistent field, MCSCF）是量子化学中的一种计算方法，主要用于在哈特里－福克方法和密度泛函理论不足以给出良好的参考态函数的时候（例如，在键断裂过程中，或者分子基态与低激发态能量近简并的情形）产生定量正确的参考态函数。它用一组组态态函数的线性组合来近似真实的电子波函数。在 MCSCF 方法中，既改变组态态函数前的线性组合系数，也改变每一个组态态函数里面的基函数前的线性组合系数，同时改变两者以使能量达到最小值，就得到变分的电子波函数。这个方法可以视作组态相互作用方法和哈特里－福克方法的组合。 
MCSCF 波函数经常用作多参考组态相互作用或多参考态微扰理论（如完全活性空间微扰理论）计算的参考态，这些方法可以处理一些很极端的情形，并且，抛开计算资源的限制不谈，这些方法能够在其它方法失效的情况下得到可靠的分子基态与激发态波函数。

## 完全活性空间自洽场方法
一种特别重要的 MCSCF 方法是完全活性空间自洽场方法（CASSCF）。完全活性空间又称为全优化反应空间（full-optimized reaction space），相应的方法称为 FORS-MCSCF。CASSCF 与 FORS-MCSCF是同义词。在 CASSCF 方法中，展开式中包括所有给定数目的电子在给定数目的轨道上分布所得的所有组态态函数。例如，对一氧化氮分子进行 CASSCF(11,8) 计算意味着波函数展开式中包含11个价电子在8个分子轨道上自由分配所能得到的全部状态态函数。

## 拓展阅读
- Cramer, Christopher J. . Chichester: John Wiley and Sons. 2002. ISBN 0-471-48552-7.